# Cécile Galos
Pour les articles homonymes, voir Galos.
Cécile Galos, plus connue sous le nom de Mme C. Galos ou Mme Th(éodore) Galos, née Marie Cécile Larreguy le 27 octobre 1821 à Paris et morte le 4 septembre 1903 à Bordeaux, est une pianiste et compositrice française de la seconde moitié du xixe siècle.
Elle a parfois été appelée à tort Galas et son œuvre la plus célèbre, le nocturne Le Lac de Côme, est parfois attribuée à « Giselle Galos » (voir infra).

## Biographie

### Jeunesse et famille
Marie Cécile Larreguy naît dans l'ancien 2e arrondissement de Paris en 1821, fille de François Dominique Larreguy, banquier, et Louise Cécile Guérin de Foncin, mariés en 1817.
En 1839, elle épouse à Angoulême Bernard Théodore Galos, négociant en vins, fils du député de la Gironde Jacques Galos. Son père est alors préfet de la Charente. Son beau-frère Joseph Henri Galos est également député de la Gironde, et la fille de ce dernier, Élisabeth Louise Joséphine Galos (1841-1925), femme de lettres.
Les époux Galos s'établissent à Bordeaux où naît en 1841 leur fils Jacques François Robert, puis en 1845 leur fille Henriette Cécile Marie.
Théodore Galos meurt en 1873, un mois avant le mariage de sa fille avec Louis Roche, qui prend la succession de la propriété vinicole familiale,.

### Carrière
Cécile Galos compose ses premiers morceaux pour piano en 1855, principalement des nocturnes et des valses. Ses partitions sont généralement signées « C. Galos » ou « Mme Th. Galos », suivant l'usage mondain d'alors qui veut que les femmes mariées soient désignées socialement sous le prénom de leur mari.
La compositrice est passée à la postérité avec le nocturne pour piano Le Lac de Côme, édité en 1876 et portant la dédicace « A Madame Louis Roche » (nom d'épouse de sa fille). Certaines éditions de la partition ont ainsi crédité à tort sa fille comme co-auteure.
En 1894, un entrefilet paru dans le journal La Gironde annonce : « Nous sommes heureux d'annoncer aux amateurs de bonne musique l’apparition d'un joli morceau pour piano, de Mme Th. Galos, l’auteur bien connu du Chant du Berger, du Lac de Côme, de Dolorosa, etc. Intitulé Rêverie, ce morceau est édité par la maison F. Bettès, avec son goût artistique habituel [...] »
Cécile Galos ne semble plus composer après cette date. Elle meurt en 1903 à Bordeaux, en son domicile du 50, allées Damour.

### Confusion d'identité
Si de nombreuses sources contemporaines de la compositrice ont bien crédité ses œuvres, en particulier Le Lac de Côme, « C. Galos » ou « Mme Th. Galos »,,,, d'autres identités sont apparues sur certaines partitions au xxe siècle : « Galas » dans les années 1920 ; « G. Galos » à partir des années 1930, ; « Gisele Galos » ou « Giselle Galos » au xxie siècle. Il est à noter qu'aucun document d'époque ne mentionne ce prénom. Par ailleurs, hormis Le Lac de Côme, aucune œuvre n'est attribuée à Giselle Galos, dont l'existence est donc fortement sujette à caution.

## Œuvres
(Liste partielle)
- Nocturne, pour piano, partition éditée par Ledentu, Paris, 1855[18]
- Grande Valse cachucha, pour piano, partition éditée par Ledentu, Paris, 1855 [lire en ligne]
- J'ai dit a mon cœur !, romance, paroles d'Alfred de Musset, partition éditée par Ledentu, Paris, 1855
- Le Castella, 2e nocturne, partition éditée par Ravayre-Raver, Bordeaux, 1860[19] [lire en ligne]
- Le Chant du berger, nocturne op. 17, c. 1860 [lire en ligne]
- Violetta, polka mazurka pour piano, partition éditée par l'auteur, 1860 ; Ravayre-Raver, Bordeaux, 1865 [lire en ligne]
- Le Rêve, 2e nocturne pour piano, partition éditée par Saint Hilaire, Paris, 1863 ; Langlois, Paris, 1868 [lire en ligne]
- Pepa !, chanson, paroles d'Alfred de Musset, partition éditée à Paris, 1863

- Ramondé !, rêverie pour piano, partition éditée par Ravayre-Raver, Bordeaux, 1870[20]
- Jeunesse et Patrie !, nocturne à 2 voix, partition éditée par Durand et Schoenewerk, Paris, 1872[21]
- Souvenir des champs, 4e nocturne pour piano op. 22, partition éditée par Alfred Ikelmer, Paris, 1876[22]
- Dolorosa, 5e nocturne pour piano op. 23, partition éditée par Alfred Ikelmer, Paris, 1876[23]
- Le Lac de Côme, 6e nocturne pour piano op. 24, partition éditée par Alfred Ikelmer, Paris, 1876 [lire en ligne]
- Bluette, pour piano, partition éditée par Jouve, Paris, 1884 [lire en ligne]
- Rêverie, pour piano, partition éditée par F. Bettès, Bordeaux, 1894[11]
- À dos de mulet, Le Lac de Garde, La Baie des Anges, Cloches dans le soir, À l'approche du soir, nocturnes, sans date de création[15]